# Fiekers Busch
Fiekers Busch ist ein Naturschutzgebiet in der Stadt Porta Westfalica. Es ist rund 3,3 Hektar groß und wird unter der Bezeichnung MI-015 geführt.
Das Gebiet liegt nordöstlich des Ortsteiles Eisbergen und südlich der Autobahn 2 am Südhang des Wesergebirges.
Die Unterschutzstellung soll zur Erhaltung des vielfältig strukturierten Feuchtbiotops dienen. Das Biotop ist mit seiner naturnahen Erlenwaldgesellschaft, dem hochwüchsigen Röhrichtbestand und den Großseggenrieden ein Refugium für seltene Tier- und Pflanzenarten.